# Женская группа космонавтов ВВС (1962)
 Женская группа космонавтов ВВС — набор женщин в отряд космонавтов СССР, проводившийся в 1962 году ДОСААФ и Военно-воздушным силам СССР (ВВС).
Из пяти женщин космонавтов группы полёт в космос совершила только одна — Валентина Терешкова. В 1969 году женская группа космонавтов была расформирована.

## История
В 1961 году после первых успешных космических полётов Юрия Гагарина и Германа Титова возникла необходимость в пополнении отряда космонавтов для реализации новых космических проектов и задач. Руководитель подготовки советских космонавтов Н. П. Каманин выступил с идеей послать в космос женщину. Главный конструктор ракетно-космических систем С. П. Королёв отнёсся к предложению холодно. Тем не менее 23 октября 1961 года С. П. Королёв подписал заявку в ВВС на набор в 1962—1964 годах 50 новых космонавтов. В заявке сообщалось, что  на 1962—1964 годы потребуются 28 лётчиков-космонавтов и 22 космонавта других специальностей (инженеры, учёные, связисты), в том числе пять женщин. 
Инициатором набора в космонавты СССР женщин был помощник Главнокомандующего ВВС по космосу Н. П. Каманин. В своём дневнике он писал: «…После полёта Гагарина я уговорил Вершинина, Королёва и Келдыша дать согласие на набор небольшой группы женщин, но пока это дело продвигается с большим трудом. На мой взгляд, женщин нужно готовить к космическим полётам, главным образом, по следующим соображениям: 1. Женщины обязательно будут летать в космос… 2. Нельзя допустить, чтобы первой женщиной в космосе стала американка… 3. Первая советская женщина-космонавт будет таким же великим агитатором за коммунизм, какими стали Гагарин и Титов».
23 декабря 1961 года Президиум ЦК КПСС одобрил эту идею и своим решением № 10/XIX от 30 декабря разрешил набрать 60 слушателей-космонавтов (в том числе 5 человек в женскую группу космонавтов).
Первичным отбором кандидатур было поручено заниматься представителям ДОСААФ. Претендентки должны были удовлетворять следующим критериям: парашютистка, возраст до 30 лет, рост до 170 см и вес до 70 кг. Отбор производился в областных аэроклубах РСФСР, а также среди членов сборных команд СССР по авиационным видам спорта. В ЦК ДОСААФ поступали заявления и необходимые документы кандидатов, а также заключения о их годности к лётной работе. Всего было рассмотрено около 800 кандидатур.
15 января 1962 года ЦК ДОСААФ предоставил в ВВС личные дела на 58 женщин, желающих быть космонавтами. 18 января в ВВС были определены кандидатуры 23 женщин, которым предстояло пройти в первую очередь амбулаторное медицинское обследование в Москве. Остальные кандидаты должны были пройти обследование позже. После прохождения амбулаторного медицинского обследования в списке претендентов осталось 18 человек, которые были разделены на две группы — из 10 и 8 человек для прохождения углубленного медицинского обследования в Центральном военном научно-исследовательском авиационном госпитале (ЦВНИАГ).
3 марта 1962 года, по итогам медобследования первой группы кандидаток, комиссия ЦВНИАГ рекомендовало к зачислению в космонавты-слушатели инженера Ирину Соловьеву, лаборанта НИИ Татьяну Кузнецову и ткачиху Валентину Терешкову. 12 марта 1962 года приказом Главкома ВВС № 67 они были зачислены в отряд космонавтов. В конце марта получили рекомендацию комиссии ЦВНИАГ учительница Жанна Ёркина и инженер Валентина Пономарёва из второй группы, которые 3 апреля 1962 года были зачислены в отряд космонавтов приказом Главкома ВВС № 92.
В марте-апреле 1962 года женщины слушатели-космонавты приступили к общекосмической подготовке (ОКП), все они были призваны на военную службу и им присвоено звание рядовой. Старшей женской группы был назначена Валентина Терешкова. В ноябре 1962 года после успешного окончания курса ОКП и сдачи государственных экзаменов Терешкову, Соловьёву, Пономарёву и Ёркину перевели на должность космонавта и им присвоено звание офицерское звание — младший лейтенант (Кузнецова по медицинским показателям завершила ОКП в январе 1965 года).
C января по май 1963 года Терешкова, Соловьёва, Пономарёва и Ёркина готовилась в составе группы к космическому полёту на корабле «Восток-6» по программе женского полета. Каманин писал в своем дневнике: «Любая из космонавток может выполнить полет на корабле „Восток“… Пономарева имеет более основательную теоретическую подготовку и способнее других — она схватывает всё на лету, но в её поведении многое нужно исправлять. Соловьева по всем объективным данным наиболее физически и морально вынослива, но она несколько замкнута и недостаточно активна в общественной работе. Терешкова — активная общественница, способна хорошо выступать, пользуется большим авторитетом у всех, кто ее знает. У Ёркиной подготовленность по технике и физические возможности несколько ниже, чем у её подруг, но она настойчиво их улучшает и, несомненно, будет неплохим космонавтом. Первой в космический полет надо послать Терешкову, её дублером может быть Соловьева, а кто будет космонавткой № 3 — Пономарёва или Ёркина, это решит будущее. Терешкова — Гагарин в юбке…».
16 — 19 июня 1963 года Валентина Терешкова совершила космический полёт на корабля «Восток-6» (позывной — «Чайка») по программе группового полета с кораблём «Восток-5», пилотируемым Валерием Быковским. Терешкова была первой женщиной в мире, полетевшей в космос. Её полёт, до сих пор остаётся рекордом, так как больше одиночные женские полёты в космос не осуществлялись.
В сентябре 1964 года весь женский отряд поступил учиться в Военно-воздушную академию. В том же году Терешкова, Ёркина, Соловьева и Кузнецова вышли замуж (Пономарёва была замужем до поступления в отряд космонавтов).
В 1965—1966 годах женщины космонавты проходили подготовку для длительного космического полёта (до 20 суток) на многоместном корабле «Восход» с выходом в открытый космос. Космонавт Пономарёва сначала проходила подготовку в качестве выходящего в космос и второго пилота для 10-15-дневного полёта, который планировался летом 1966 года на корабле «Восход-4» с первым выходом в открытый космос женщины. Изначально командиром полёта был назначен космонавт Павел Попович. Затем руководство приняло решение запустить в космос чисто женский экипаж во главе с Соловьёвой, а выходящим в космос оставить Пономарёву. Позже в составе экипажа провели перестановку. В первый экипаж назначили командиром Пономарёву, а вторым пилотом и выходящим в космос Соловьеву, во второй экипаж (дублёры) — Ёркину (командир) и Кузнецову (второй пилот). Полёт был отменен в связи с закрытием в мае 1966 года программы «Восход».
Приказом Главкома ВВС № 945 от 1 октября 1969 года женская группа космонавтов была расформирована. Каманин писал в своем дневнике: «Совершена еще одна ошибка. Мы первыми начали полёты женщин в космос, и мы же без всяких оснований прекращаем их…». После расформирования женской группы в отряде космонавтов осталась только Валентина Терешкова. Ёркина, Пономарёва и Соловьева остались работать в ЦПК. Кузнецова сначала работала в одном из управлений Главного штаба ВВС, затем перешла в Институт медико-биологических проблем, а в 1978 году вместе с Терешковой получила допуск Главной медицинской комиссии к специальной подготовке для космических полётов, но им было отказано по возрастным категориям.
Следующий набор женщин в отряд космонавтов состоялся в 1980 году.

## Список женской группы космонавтов ВВС набора 1962 года
| Список женской группы космонавтов ВВС (1963 год) | Список женской группы космонавтов ВВС (1963 год) | Список женской группы космонавтов ВВС (1963 год)  | Список женской группы космонавтов ВВС (1963 год) | Список женской группы космонавтов ВВС (1963 год) | Список женской группы космонавтов ВВС (1963 год)                            | Список женской группы космонавтов ВВС (1963 год) | Список женской группы космонавтов ВВС (1963 год) | Список женской группы космонавтов ВВС (1963 год) |
| №                                                | Фотография                                       | ФИО                                               | Дата рождения                                    | Порядковый номер                                 | Профессия и место работы до поступления в отряд                             | Данные о полётах                                 | Дата выхода из отряда                            | Примечание                                       |
| ------------------------------------------------ | ------------------------------------------------ | ------------------------------------------------- | ------------------------------------------------ | ------------------------------------------------ | --------------------------------------------------------------------------- | ------------------------------------------------ | ------------------------------------------------ | ------------------------------------------------ |
| 1                                                |                                                  | Ёркина Жанна Дмитриевна по мужу — Сергейчик       | 6 мая 1939 года                                  | —                                                | учитель                                                                     | —                                                | 1 октября 1969 года                              | умерла 25 мая 2015 года                          |
| 2                                                |                                                  | Кузнецова Татьяна Дмитриевна по мужу — Пицхелаури | 14 июля 1941 года                                | —                                                | НИИ-35, старший лаборант                                                    | —                                                | 1 октября 1969 года                              | умерла 28 августа 2018 года                      |
| 3                                                |                                                  | Пономарёва Валентина Леонидовна                   | 18 сентября 1933 года                            | —                                                | Отделение прикладной математики АН СССР, старший лаборант, инженер          | —                                                | 1 октября 1969 года                              | умерла 9 ноября 2023 года                        |
| 4                                                |                                                  | Соловьёва Ирина Баяновна                          | 6 сентября 1937 года                             | —                                                | Проектно-конструкторское бюро треста «Уралэнергомонтаж», инженер            | —                                                | 1 октября 1969 года                              |                                                  |
| 5                                                |                                                  | Терешкова Валентина Владимировна                  | 6 марта 1937 года                                | 6-й космонавт СССР                               | комбинат «Красный Перекоп», ткачиха, освобождённый секретарь комитета ВЛКСМ | 16-19.06.1963 «Восток-6»                         | 30 апреля 1997 года                              |                                                  |